# (511552) 2014 UE225
(511552) 2014 UE225 est une planète mineure classée comme cubewano.

## Caractéristiques
(511552) 2014UE mesure environ 170 km de diamètre.